# Waldemar Klisiak
Waldemar Stanisław Klisiak (ur. 6 maja 1967 w Oświęcimiu) – polski hokeista, wieloletni zawodnik Unii Oświęcim, reprezentant Polski, olimpijczyk z Albertville 1992. Trener i działacz hokejowy. Radny powiatu oświęcimskiego od 2014.

## Kariera
Dla oświęcimskiej Unii w latach 1986-2011 zdobył w sumie 389 goli w meczach polskiej ekstraklasy. Po sezonie 2010/11 poinformował o zakończeniu kariery sportowej.
Był wielokrotnym reprezentantem Polski – rozegrał w narodowych barwach 127 meczów, strzelając 53 gole. Wystąpił w dziewięciu edycjach Mistrzostw Świata (w latach 1990-2003). Był także uczestnikiem zimowych igrzysk olimpijskich w Albertville 1992, podczas których polska reprezentacja po raz ostatni wzięła udział w turnieju hokejowym na zimowych igrzyskach. Był zawodnikiem, który zakończył karierę najpóźniej z polskich hokeistów-olimpijczyków z 1992 roku.
We wczesnych latach kariery hokejowej grał również w drużynach piłkarskich reprezentując barwy: Zaborzanka Zaborze, Chełmek i KS Unia Oświęcim.

## Sukcesy
Klubowe
- Złoty medal mistrzostw Polski (7 razy): 1992, 1999, 2000, 2001, 2002, 2003, 2004 z Unią
- Srebrny medal mistrzostw Polski (5 razy): 1993, 1994, 1995, 1997, 2005 z Unią
- Brązowy medal mistrzostw Polski (1 raz): 2011 z Unią
- Puchar Polski (2 razy): 2000, 2002 z Unią
- Finał Pucharu Polski (2 razy): 2004, 2010 z Unią
- 5-6 miejsce w Pucharze Europy w sezonie 1992/1993 z Unią

Wyróżnienia
- Złoty Kij za sezon 1992/1993

## Kariera działacza i trenerska
W 2006 zasiadł w komisji rewizyjnej Towarzystwa Hokejowego Unii Oświęcim.
U schyłku kariery zawodniczej był grającym asystentem trenerów Unii Oświęcim, następnie asystentem etatowym. Od końca października 2011 członek sztabu szkoleniowego Unii Oświęcim. Od września 2013 do września 2015 oraz ponownie od połowy października 2015 pierwszy trener zespołu Naprzodu Janów. Ze stanowiska zrezygnował w sierpniu 2016. We wrześniu 2016 został trenerem Zagłębia Sosnowiec i pełnił funkcję w sezonie I ligi 2016/2017. W maju 2019 został dyrektorem sportowym Unii Oświęcim.

## Działalność samorządowca
Od 2006 jest radnym powiatu oświęcimskiego z ramienia Prawa i Sprawiedliwości. Mandat rady powiatu uzyskał w wyborach samorządowych 2006 uzyskując 727 głosów. Został wybrany na kolejną kadencję podczas wyborach samorządowych 2010 uzyskując 693 głosy. W wyborach samorządowych 2014 ponownie uzyskał mandat rady powiatu oświęcimskiego z listy PiS oraz bez powodzenia ubiegał się o urząd wójta gminy Oświęcim z ramienia KWW Waldemara Klisiaka „Gmina dla Mieszkańców”. W wyborach samorządowych 2018 ponownie został wybrany do rady powiatu startując z KWW Prawo i Sprawiedliwość.